# ورخنیه بوبینو
ورخنیه بوبینو (انگلیسی: Verkhneye Bobino) یک شهرک در شهرستان مچتلینسکی استان باشقیرستان کشور روسیه است.